# Jeannie Bell
Jeannie „Jean“ Bell (* 23. November 1943 in St. Louis, Missouri) ist eine US-amerikanische Schauspielerin der 1970er Jahre sowie ein ehemaliges Playmate.

## Leben
Bell wurde am 23. November 1943 (laut anderen Angaben 1944) in St. Louis im US-Bundesstaat Missouri geboren. Sie wuchs in Houston, Texas, zusammen mit drei jüngeren Schwestern auf. Sie besuchte nach ihrer regulären Schulzeit die Texas Southern University mit dem Hauptfach Betriebswirtschaftslehre. Bell war die erste Afroamerikanerin, die am Miss Texas Pageant teilnahm, der Teil des Miss Universe-Wettbewerbs ist. Sie strebte eine Karriere als Bowlingprofi oder Schauspielerin an.
Als zweite afroamerikanische Frau nach Jennifer Jackson im März 1965, wurde sie in der Playboy-Ausgabe vom Oktober 1969 abgebildet. Im Januar 1970 erschien Bell als erste dunkelhäutige Frau gemeinsam mit vier weiteren Frauen auf dem Cover des Magazins. Nach ihrem Auftritt im Playboy konnte sie in den folgenden Jahren einige Schauspielrollen ergattern. Ihr Fernsehdebüt gab sie 1970 in fünf Episoden der Fernsehserie The Beverly Hillbillies. 1972 stellte sie Nebenrollen in den Filmen Melinda, Trouble Man und Visum für die Hölle dar. Ihre erste größere Rolle erhielt sie im Folgejahr im Film Hexenkessel. 1974 verkörperte sie in Sadomona – Insel der teuflischen Frauen die Rolle der Pam. Im selben Jahr stellte sie die Hauptrolle der Diana 'T.N.T.' Jackson im gleichnamigen Film TNT Jackson dar.
Sie war für mindestens drei Monate enger mit Richard Burton verbunden. Sie unterstützte ihn bei seinem Alkoholproblem und half ihm, mit dem Trinken aufzuhören. Ihr wird außerdem zugeschrieben, ihn wieder mit Elizabeth Taylor zusammengebracht zu haben. Zu dieser Zeit arbeitete sie im Splendors Gentlemen’s Club in Houston. Dies geht aus einer Kolumne von Earl Wilson aus dem September 1975 hervor. Dank Burton fand Bell eine Niederlassung in Genf.
Bell posierte im Dezember 1979 im Magazin Playmates Forever! wieder nackt für den Playboy und zog anschließend aus dem öffentlichen Leben zurück. Seit November 1986 ist sie mit dem Geschäftsmann Gary Judis verheiratet. Zuvor waren die beiden acht Jahre in einer Beziehung. Sie haben einen Sohn.

## Filmografie
- 1970: The Beverly Hillbillies (Fernsehserie, 5 Episoden)
- 1972: Melinda
- 1972: Trouble Man
- 1972: Visum für die Hölle (Black Gunn)
- 1973: Ein Fall für Cleopatra Jones (Cleopatra Jones)
- 1973: Hexenkessel (Mean Streets)
- 1973: Sanford and Son (Fernsehserie, Episode 3x06)
- 1973: Der Chef (Ironside) (Fernsehserie, Episode 7x12)
- 1974: Sadomona – Insel der teuflischen Frauen (Policewomen)
- 1974: TNT Jackson
- 1974: Drei eiskalte Profis (Three The Hard Way)
- 1974: Police Story – Immer im Einsatz (Police Story) (Fernsehserie, Episode 2x02)
- 1974: Negro es un bello color
- 1974: Make-Up und Pistolen (Police Woman) (Fernsehserie, Episode 1x04)
- 1974: That’s My Mama (Fernsehserie, Episode 1x06)
- 1974: Verflucht sind sie alle (The Klansman)
- 1975: Der Nachtjäger (The Night Stalker) (Fernsehserie, Episode 1x13)
- 1976: The Muthers – Sklavenjagd 1990 (The Muthers)
- 1977: Casanova & Co.
- 1977: Baretta (Fernsehserie, Episode 3x21)
- 1977: Starsky & Hutch (Fernsehserie, Episode 2x25)
- 1977: Terror 9000
- 1977: Die Chorknaben (The Choirboys)